# Cuevas del Valle
Cuevas del Valle település Spanyolországban, Ávila tartományban. Cuevas del Valle Mombeltrán, Villarejo del Valle és El Arenal községekkel határos. Lakosainak száma 517 fő (2024).

## Népesség
A település népessége az utóbbi években az alábbiak szerint változott:
| Lakosok száma | 629  | 580  | 559  | 535  | 538  | 531  | 507  | 484  | 514  | 517  |
|               | 2001 | 2004 | 2006 | 2009 | 2011 | 2014 | 2016 | 2019 | 2021 | 2024 |